# Кубанский казачий хор
Кубанский казачий хор (полное название — Государственный академический орденов Дружбы народов и святого благоверного великого князя Димитрия Донского 1-й степени Кубанский казачий хор) — хоровой певческий коллектив, основанный в 1811 году. Единственный в России профессиональный коллектив народного творчества, имеющий непрерывную преемственную историю с начала XIX века. В репертуар входят кубанские казачьи, русские и украинские народные песни, а также песни на стихи русских и украинских поэтов в обработке Виктора Захарченко — художественного руководителя коллектива.
Кубанский казачий хор признан своеобразным — подлинным национальным культурным брендом. Поистине исторический коллектив является особо ценным объектом культурного достояния Краснодарского края в области традиционной народной культуры.

## Руководство
- Художественный руководитель и главный дирижер Кубанского казачьего хора — народный артист России, республик Адыгея, Абхазия, Карачаево-Черкесия, профессор, композитор, дважды Герой труда Кубани, дважды лауреат Государственной премии России, лауреат премии Союзного государства в области культуры и искусства, Герой Труда России Виктор Гаврилович Захарченко.
- Директор хора — заслуженный работник культуры Республики Крым Виктор Витальевич Захарченко.
- Главный хормейстер — заслуженный артист Карачаево-Черкесской Республики Андрей Михайлович Кобельков.
- Балетмейстер — заслуженная артистка Республики Адыгея, заслуженный деятель искусств Кубани Елена Николаевна Арефьева.
- Руководитель оркестра (дирижер) — заслуженный артист Кубани, заслуженный артист Республики Крым Павел Сергеевич Коунов.

Черноморские Войсковые музыкантский и певческий хоры (c 1810)
| капельмейстеры музыкантского хора | регенты певческого хора |
| - 1810—? — Кирилл Васильевич Россинский (капельмейстер) - 21 января 1812—? — Франц Антонович Цых (капельмейстер) - 4 октября 1826—15 мая 1844 — Павел Павлович Родионенко (капельмейстер) - 19 мая 1844—22 сентября 1852 — Петр Кривоносов (капельмейстер) - 22 сентября 1852—14 октября 1853 — Яков Тарабарев (капельмейстер) - 25 октября 1853—1 марта 1856 — Павел Павлович Родионенко (врид капельмейстера) - 4 марта 1856—1 ноября 1861 — Павел Павлович Родионенко (капельмейстер) | - 1 октября 1810—26 июля 1815 — Григорий (? Константин ?) Гречинский (регент) - 1 января 1816—1 января 1818 — Курганов (регент) - 1 апреля 1818—9 ноября 1838 — Гавриил Григорьевич Пентюхов (регент) - 1 мая 1839—20 июня 1843 — Матвей Гаврилович Пентюхов (регент) - 5 апреля 1843—20 июня 1843 — Клим Белый (врид регента) - 5 октября 1844—сентябрь 1846 — Гавриил (Донецкий) (регент) - сентябрь 1846—ноябрь 1846 — Арефий Жагло (врио регента) - 18 ноября 1846—17 ноября 1847 — Петр Кривоносов (регент) - 17 ноября 1847—3 марта 1856 — Иоанн (Эрастов) (регент) - 3 марта 1856—31 октября 1858 — Михаил Абрамович Ермала (регент) - 31 октября 1858—2 ноября 1859 — Иоанн (Эрастов) (регент) - 2 ноября 1859—ноябрь 1864 — Моисей Варфоломеевич Терпилец (1-й регент) - 2 ноября 1859—ноябрь 1864 — Митрофан Никитич Бибик (2-й регент) |

Кубанские Войсковые музыкантский и певческий хоры (c 1861)
| капельмейстеры музыкантского хора | регенты певческого хора |
| - 1 марта 1862—1 марта 1863 — Иван Францович Галашек (капельмейстер) - 4 марта 1863—4 июня 1863 — фон Стадлинг (капельмейстер) - 12 июня 1863—1 января 1864 — Циммерман (капельмейстер) - 1 января 1864—1870 — Ветрник (капельмейстер) - 1870—16 декабря 1873 — Иван Францович Галашек (капельмейстер) - 16 декабря 1873—16 июля 1874 — Алексей Родионович Ясинский (капельмейстер) - 10 июля 1874—16 июля 1879 — Лоренц Вильгельмович Китлер (капельмейстер) - 16 июля 1879—1882 — Диомид Ильич Крикун (капельмейстер) - 1882—7 марта 1884 — Эйфус (капельмейстер) - 7 марта 1884—март 1886 — Эрнст Богданович Ферстер (капельмейстер) - 5 марта 1886—5 марта 1887— Адольф Федорович Гартунг (капельмейстер) - 10 марта 1887—29 марта 1888 — Фридрих-Эдуард Кольбе (капельмейстер) - 5 июля 1888—15 марта 1894 — Карл Федорович Кестнер (капельмейстер) - 1 марта 1894—21 ноября 1897 — Адольф Христианович Бауэр (капельмейстер) - 21 ноября 1897—1 ноября 1898 — Павел Александрович Махровский (капельмейстер) - 1 ноября 1898—1 марта 1901 — Иосиф Дуда (капельмейстер) - 1 марта 1901—1 сентября 1902 — Евгений Доминикович Эспозито (капельмейстер) - 1 сентября 1902—16 октября 1904 — Александр Иванович Орлов (капельмейстер) - 16 октября 1904—1 октября 1906 — Михаил Феликсович Сириньяно (капельмейстер) - 1 октября 1906—1 октября 1908 — Константин Августович Воут (капельмейстер) - 1 декабря 1908—1 февраля 1909 — Макс Эрастович Гольферт (капельмейстер) - 1 февраля 1909—21 апреля 1909 — Константин Константинович Стефанович (капельмейстер) - 20 апреля 1909—? — Евгений Доминикович Эспозито (капельмейстер струнным хором) - 10 июля 1909—? — Франц Матвеевич Лоос (капельмейстер духовым хором) | - 15 ноября 1864—17 апреля 1870 — Михаил Лебедев (1-й регент) - 15 ноября 1864—17 апреля 1870 — Митрофан Никитич Бибик (2-й регент) - 17 апреля 1870—? — Митрофан Никитич Бибик (врид регента) - август 1870—апрель 1886 — Федор Михайлович Дунин (регент) - 1 мая 1886 — 1 февраля 1891 — Михаил Городецкий (регент) - 4 февраля 1891 — 29 марта 1891 — Андрей Губарев (врид регента) - 9 марта 1891 — 15 августа 1892 — Сергей Григорьевич Семёнов (регент) - 1 июня 1892—1 октября 1906 — Григорий Митрофанович Концевич (регент) - 20 ноября 1906 — 1 сентября 1908 — Николай Дмитриевич Лебедев (регент) - 1 сентября 1908 — 1 сентября 1909 — Иван Васильевич Матчинский (регент) - 1 января 1910—4 ноября 1912 — Яков Михеевич Тараненко (регент) - 1913—1917 — А. Т. Сорокин (регент) |

Советский Кубанский Войсковой певческий хор (с марта 1918)
| регент                                             |
| - май 1917—1919 — Яков Михеевич Тараненко (регент) |

Кубано-Черноморский государственный певческий хор (c 21 апреля 1920)
| художественный руководитель                                               |
| - 1920—1921 — Яков Михеевич Тараненко (худрук) - 1921—1935 — хор распущен |

Кубанский мужской вокальный квартет
| художественный руководитель                           |
| - - 1925—1929 — Александр Афанасьевич Авдеев (худрук) |

Кубанский казачий хор (c 25 июля 1936)
| художественный руководитель                                   | дирижёр                                                 |
| - 25 июля 1936—1937 — Григорий Митрофанович Концевич (худрук) | - 25 июля 1936—1961 — Яков Михеевич Тараненко (дирижёр) |

Государственный ансамбль песни и пляски кубанских казаков (c января 1938)
| художественный руководитель                                               |
| - 1937—1941 — Яков Михеевич Тараненко (худрук) - 1941—1944 — хор распущен |

женский ансамбль (с сентября 1943 года)
| художественный руководитель                 |
| - - 1943 — Яков Михеевич Тараненко (худрук) |

Государственный ансамбль песни и пляски кубанских казаков (c сентября 1944)
| художественный руководитель | дирижёр                                              |
| - 1944—1945 — А. И. Могулевский (худрук) - 1945—1949 — Пётр Иванович Лысоконь (худрук) - 1949—? — И. Бушуев (худрук) - ?—1952 — Е. Лукин (худрук) - 1952—1955 — Павел Семёнович Мирошниченко (худрук) - 1955—1960 — Виктор Николаевич Малышев (худрук) - январь 1960— май 1960 — хор распущен | - 1945—? — Григорий Максимович Плотниченко (дирижёр) |

Межколхозный ансамбль песни и танца (с марта 1960)
| художественный руководитель                                                           |
| - - 1960—1961 — Виктор Николаевич Малышев (худрук) - февраль 1961—1968 — хор распущен |

Ансамбль «Кубань» (1963)
| художественный руководитель                 |
| - - 1963 — Борис Владимирович Лехт (худрук) |

Кубанский казачий хор (c 1968)
| художественный руководитель                                                                                      | директор |
| - 1968—1974 — Сергей Алексеевич Чернобай (худрук) - 1974—настоящее время — Виктор Гаврилович Захарченко (худрук) | - 1968—1986 — Александр Наумович Рашевский (директор) - 1986—настоящее время — Анатолий Евгеньевич Арефьев (директор) |

## История
Началом творческого пути коллектива считается 14 октября 1811 года, когда был создан Черноморский Войсковой певческий хор. У его истоков стояли духовный просветитель Кубани протоиерей Кирилл Россинский и регент Григорий (? Константин ?) Гречинский. Спустя полвека Черноморский Войсковой певческий хор был переименован в Кубанский Войсковой певческий хор. С этого момента коллектив стал не только принимать участие в богослужениях, но и давать светские концерты, исполняя наряду с духовными народные песни и произведения классической музыки. С 1921 года по 1935 год его работа была приостановлена, а в 1936 году коллектив был воссоздан под современным названием и под руководством Григория Митрофановича Концевича (худрук) и Якова Михеевича Тараненко (регент).
В 1969 году художественным руководителем Государственного Кубанского казачьего хора становится Чернобай Сергей Алексеевич. Под его руководством коллектив неоднократно становились лауреатами Всесоюзных и Всероссийских фестивалей народного хорового творчества, так же они выезжали с концертами и за рубеж.
В 1971 году Кубанский казачий хор становится дипломантом международного фольклорного фестиваля в Болгарии, что положило начало многочисленным почетным званиям, завоеванным позднее на различных международных и всероссийских фестивалях и конкурсах.
В 1974 году художественный руководителем коллектива стал композитор Виктор Гаврилович Захарченко, который разработал и воплотил в жизнь концепцию учреждения культуры, планомерно занимающегося возрождением традиционной народной культуры. В настоящее время в Государственном бюджетном научно-творческом учреждении культуры Краснодарского края «Кубанский казачий хор» работает 384 человек, в том числе 133 из них — артисты Кубанского казачьего хора.
Кроме активной гастрольно-концертной деятельности в Кубанском казачьем хоре проводится систематическая работа по записи, научному изучению и сценическому освоению традиционного песенного и танцевального фольклора Кубанского казачества.
В 1985 году на отчетном концерте детской музыкальной хоровой студии, услышав выступление творческого коллектива под управлением Натальи Безугловой, Виктор Захарченко предложил создать детский творческий коллектив при Кубанском казачьем хоре — спутник Кубанского казачьего хора. Так появилась средняя общеобразовательная школа-интернат народного искусства для одаренных детей имени В. Г. Захарченко.
|  |  |  |

## Репертуар
В репертуаре Кубанского казачьего хора сохранены песни разных эпох. В них запечатлены факты военного и культурного освоения Кубани, биография Кубанского казачьего войска, светская и духовная культура Екатеринодара. В этих песнях нашли отражение и трагические события Гражданской войны, и гонение на казачество и репрессии 30-х годов прошлого столетия, и советская эстетика «большого стиля» в национальном искусстве. Хор в своих песнях и вокально-хореографических композициях знакомит всё новые и новые поколения зрителей как с судьбами отдельных личностей, повседневностью музыкальной культуры Кубани, так и с исторической героикой, большой драмой казачества в целом. В определённом смысле Кубанский казачий хор является историческим памятником, запечатлевшим события двухвековой истории в формах музыкальной и певческой культуры. 

## Награды. Признание
- 1975, 1984 — дважды лауреат Всероссийского конкурса Государственных русских народных хоров в Москве (1975, 1984 гг.)
- 1988 — орден Дружбы народов, за большой вклад в укрепление дружбы и братского сотрудничества социалистических наций и народностей СССР;
- 1990 — лауреат Государственной премии Украинской ССР имени Тараса Шевченко;
- 1993 — присвоено почётное звание «Академический хор» (Государственный академический орденa Дружбы народов Кубанский казачий хор).
- 2001 — почётная грамота Совета Министров Республики Беларусь (8 октября 2001 года) — за активное участие в укрепление интеграции между Республикой Беларусь и Российской Федерацией, пропаганду белорусской культуры[6]
- 2011 — орден святого благоверного Великого князя Димитрия Донского I степени (награда Русской православной церкви);
- 2011 — благодарность Президента Российской Федерации (10 ноября 2011 года) — за большой вклад в развитие отечественной культуры и достигнутые творческие успехи[7];
- 2014 — присвоено почётное звание «Заслуженный художественный коллектив Приднестровской Молдавской Республики» (3 мая 2014 года) — за заслуги в развитии и укреплении сотрудничества в сфере культуры и искусства между Российской Федерацией и Приднестровской Молдавской Республикой[8];
- 2014 — медаль «За освобождение Крыма и Севастополя» (17 марта 2014 года) — за вклад в дело по возвращению Крыма в Россию[9].

## Дискография
- «Во Кубанской во станице» (1990) Грампластинка. Народные песни черноморских и линейных казаков
- «Кубанский казачий хор. Песни Виктора Захарченко» (1991) Аудиоальбом с песнями Кубанского казачьего хора.
- «Ты Кубань, ты наша Родина» (1992) Аудиоальбом с песнями Кубанского казачьего хора.
- «Кубанский казачий хор» (1992) Аудиоальбом с песнями Кубанского казачьего хора.
- «Кубанские народные песни» (1992) Грампластинка.
- «Там на Кубани» (1992) Грампластинка. Народные песни черноморских и линейных казаков.
- «Кубанский казачий хор» (1992) Грампластинка.
- «Народные песни кубанских станиц» (1992) Грампластинка.
- «Розпрягайте, хлопці, коней» (1997) Видеокассета с записью концерта Кубанского казачьего хора в КЗ им. Чайковского.
- «Кубанский казачий хор» (1999) Видеокассета с записью концерта Кубанского казачьего хора в КЗ ДК «Украина» Киев.
- «Кубанский казачий хор в Кремле». Первое издание (2003) Видеоальбом с концертом Кубанского казачьего хора в Государственном Кремлёвском дворце.
- «Россия, Русь, храни себя, храни» (2003—2004) Двойной аудиоальбом с популярными народными и авторскими песнями в исполнении мужского хора Московского Сретенского монастыря, Кубанского казачьего хора такими как «Черный ворон», «Калинка».
- «Авторские. Песни Виктора Захарченко на стихи русских и украинских поэтов-классиков» (2004) Двойной авторский альбом на стихи русских и украинских поэтов-классиков.
- Кубанский казачий хор в Государственном Кремлёвском дворце с концертной программой «Мы с тобой казаки» (2004) Видео-версия концерта Кубанского казачьего хора в Государственном Кремлёвском дворце с программой «Мы с тобой казаки».
- «Хлеб всему голова» (2004) Видео-версия концерта «Хлеб всему голова» (выступление август 2004 года в ГЦКЗ «Россия», г. Москва).
- «В минуты музыки» (2005) Двойной аудиоальбом с песнями Кубанского казачьего хора.
- «Поёт Кубанский казачий хор. Народные песни черноморских казаков. За Кубанью огонь горыть» (2005) Двойной аудиоальбом с песнями Кубанского казачьего хора.
- «Песни Великой Победы» (2005) Музыкальный альбом, выпущен к 60-летию Победы, содержит старинные казачьи походные и лирические народные песни, популярные песни времен ВОВ.
- Мультимедийный диск, посвящённый 195-летию Кубанского казачьего хора (2006)
- «Вспомним братцы -мы кубанцы!» (2007) Двойной аудиоальбом с кубанскими песнями.
- Рождественские концерты Кубанского казачьего хора и хора московского Сретенского монастыря (2007) Двойной видеоальбом с Рождественским концертом Кубанского казачьего хора и хора московского Сретенского монастыря.
- «Не торгуют, княже, Родиной!» (2008) Юбилейный альбом В. Захарченко.
- «Музыкальное приношение Украине. Народные черноморские песни кубанских станиц» (2008) Подарочное издание включает в себя четыре аудиодиска. 1. Народные черноморские песни кубанских станиц. 2. Народные черноморские песни кубанских станиц. 3. Песни на стихи украинских поэтов. 4. Песни Виктора Захарченко и народные песни кубанских станиц.
- «Розпрягайте, хлопці, коней…» (2008) Двойной аудиоальбом популярных песен «Розпрягайте, хлопці, коней!» в исполнении Кубанского казачьего хора. В альбом вошли также авторские произведения Виктора Захарченко.
- «Песни Виктора Захарченко на стихи русских поэтов». (2009) Юбилейный выпуск. Двойной аудиоальбом, посвящённый 35-летию творческой деятельности Виктора Захарченко в Кубанском казачьем хоре.
- «Авторский концерт композитора Виктора Захарченко в Зале Церковных Соборов Храма Христа Спасителя». (2009) Юбилейный выпуск. Двойной аудиоальбом, посвящённый 35-летию творческой деятельности В. Захарченко в Кубанском казачьем хоре.
- «Юбилейный концерт в Государственном Кремлёвском дворце. Кубанскому казачьему хору 195 лет!». Запись 26 октября 2006 г. (2009) Кубанскому казачьему хору 195 лет! Юбилейный выпуск. Посвящён 35-летию творческой деятельности В. Захарченко в Кубанском казачьем хоре.
- CD «За Веру и Отечество» (2009) Аудиоальбом песен в исполнении Кубанского казачьего хора с одноимённой концертной программы в Государственном Кремлёвском дворце, посвящённой 64-й годовщине Великой Победы. Защитникам России посвящается.
- «Концерт Кубанского казачьего хора в Государственном Кремлёвском дворце с участием Н. Михалкова». Запись концерта 11 апреля 2003 г. (2009)
- Видеоальбом с концертом Кубанского казачьего хора в Государственном Кремлёвском дворце с участием Н. Михалкова, а также аудиоальбом «За веру и Отечество».
- «За Веру и Отечество» (2009) Видеоальбом с концертом Кубанского казачьего хора в Государственном Кремлёвском дворце с программой «За Веру и Отечество», а также аудиоальбом «Никто, кроме нас» песни Алексея Мелехова.
- CD «Золотые голоса. Поёт Анатолий Лизвинский». (2010) Музыкальный альбом, выпущен к 200-летию Кубанского казачьего хора.
- CD «Золотые голоса. Поёт Марина Крапостина» (2010) Музыкальный альбом, выпущен к 200-летию Кубанского казачьего хора[10].